# Albert Cole
Albert Cole (Freetown, 20 luglio 1981) è un ex calciatore sierraleonese, di ruolo centrocampista.

## Carriera

### Club
Cole vestì le maglie di Mighty Blackpool ed Empoli, prima di passare ai norvegesi del Raufoss.
Esordì nella 1. divisjon il 14 maggio 2000, sostituendo Tomas Nygård nella sconfitta casalinga per 0-3 contro il Lyn Oslo. Il 20 agosto dello stesso anno segnò la prima rete, nella sconfitta per 2-4 contro lo Skeid.

### Nazionale
Cole conta 2 presenze per la Sierra Leone.